# 큰 정부
큰 정부는 국가가 경제적으로 불필요한 부분에 어느 정도 제재를 하기 위해 어느정도 간섭할 필요가 있다고 주장하는 이념이다. 대표적인 사상으로는 사회주의, 사민주의 등의 사상이 있다.
반대 의미로는 작은 정부가 있다.

## 같이 보기
- 제한된 정부
- 레몬 사회주의
- 작은 정부
- 사회공학 (정치학)
- 국가주의
- 대마불사 (경제학)
- 복지국가